# Cratere Reinhold
Reinhold è un cratere lunare di 43,28 km situato nella parte nord-occidentale della faccia visibile della Luna.

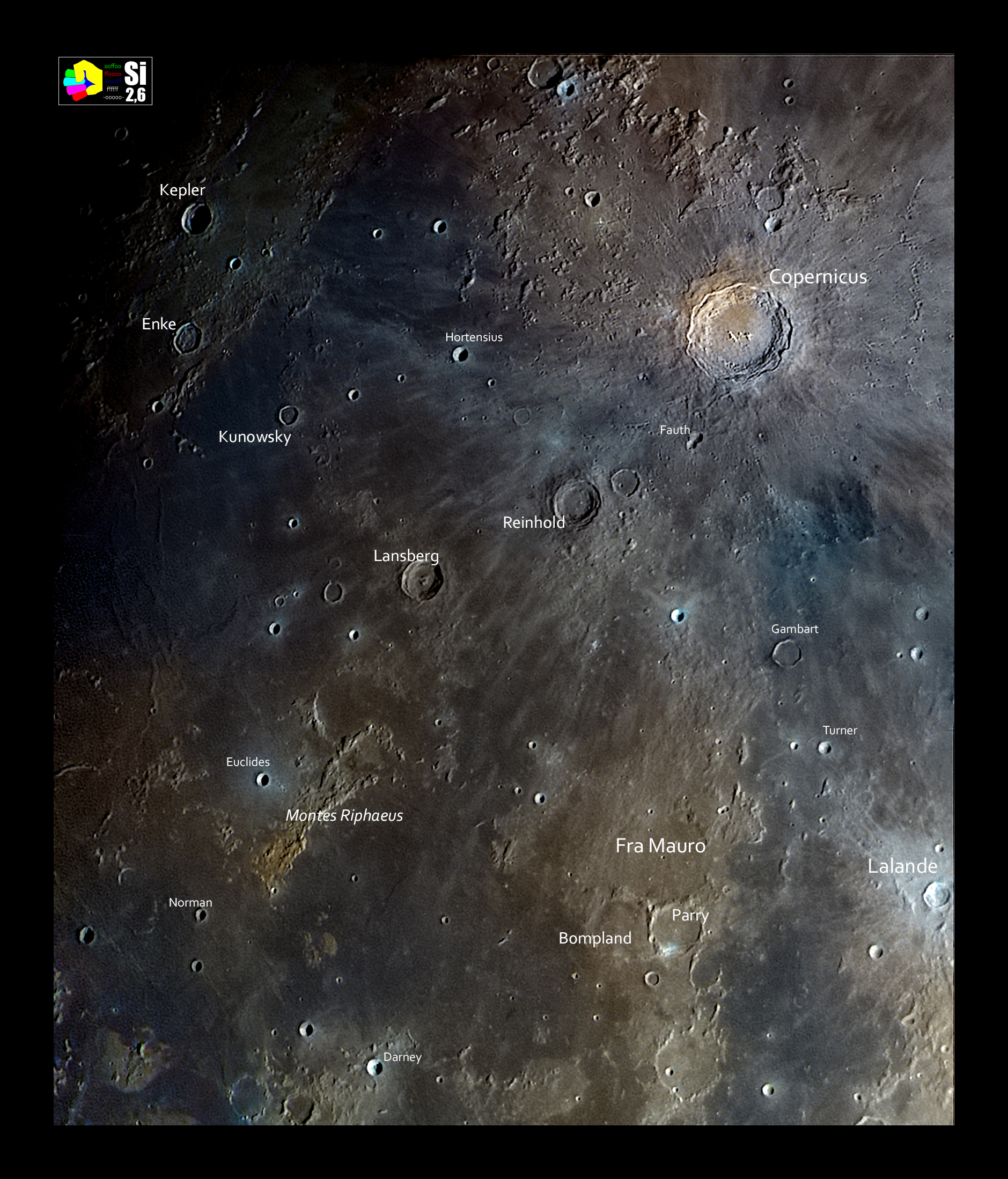
Il cratere con le strutture vicine in una Immagine Selenocromatica(Si)